# XI Premis Simón
La XI edició dels Premis Simón va tenir lloc el 25 de juny de 2022 al Palau de Congressos d’Osca presentada per Rafa Maza amb Jaime Ocaña, amenitzats per la Huesca Big Band. La llista de nominats i premiats es va fer pública a Saragossa el 16 de maig. Les pel·lícules més premiades foren Héroes. Silencio y Rock’n’Roll i el curtmetratge Vuelve con mamá.

## Premiats
Els guardonats en aquesta edició foren:
| Categoria                        | Premiat                                                | Labor premiada                         | Finalistes |
| -------------------------------- | ------------------------------------------------------ | -------------------------------------- | --- |
| Simón d'honor                    | Eugenio Monesma Moliner                                | Trajectòria                            | |
| Millor llargmetratge             | Héroes. Silencio y Rock & Roll d'Alexis Morante        | Pel·lícula                             | Buñuel, un cineasta surrealista de Javier Espada García y García d'Ana Murugarren Armugán de Jo Sol            |
| Millor documental                | Los muros vacíos de José Manuel Herráiz e Isabel Soria | Pel·lícula                             | Ansó: rasmia, funcias y muita historia Los acordes de la memoria Rosa Rosae. La Guerra Civil Vila y sus dobles |
| Millor curtmetratge              | Vuelve con mamá de José Manuel Herráiz                 | Pel·lícula                             | Hold for Applause de Gerlad B. Fillmore No te verán correr, de Miguel Casanova Parresia d'Ignacio Lasierra.    |
| Millor direcció                  | Gerald B. Fillmore                                     | For Pete’s Sake                        | |
| Millor actor                     | Rafa Maza                                              | Vuelve con mamá                        | |
| Millor actriu                    | Laura Gómez-Lacueva                                    | Parresia                               | |
| Millor guió                      | Gerald B. Fillmore                                     | For Pete’s Sake                        | |
| Millor fotografia                | Daniel Vergara                                         | Armugán                                | |
| Millor direcció de producció     | Raúl García Medrano                                    | Héroes. Silencio y Rock & Roll         | |
| Millor muntatge                  | Nacho Blasco                                           | Héroes. Silencio y Rock & Roll         | |
| Millor banda sonora              | Jesús Aparicio                                         | Ansó: rasmia, funcias y muita historia | |
| Millor maquillatge i perruqueria | Irene Tudela                                           | Vuelve con mamá                        | |
| Millor vestuari                  | Asociación «A Cadiera»                                 | Ansó: rasmia, funcias y muita historia | |
| Millor direcció artística        | Luis Sorando                                           | Vuelve con mamá                        | |
| Millors efectes especials        | Jaime Cebrián y Fernando Jiménez                       | García y García                        | |
| Millor so                        | Dani Orta                                              | Héroes. Silencio y Rock & Roll         | |
| Contribució social               | Fernando Vera                                          | Los acordes de la memoria              | |